# جمهوری شوروی سوسیالیستی قزاقستان
جمهوری سوسیالیستی قزاقستان شوروی یا قزاقستان شوروی، یکی از پانزده جمهوری تشکیل‌دهندهٔ اتحاد جماهیر شوروی سوسیالیستی بود. این جمهوری در واقع آخرین جمهوری جدا شده از شوروی سابق بود؛ حتی زمانی که کمونیست‌ها در روسیه سرنگون شدند، قزاقستان در مدت بسیار کوتاهی کمونیستی باقی مانده‌بود. 